# Romanze aus Faust
Romanze aus Faust är en komposition (utan opusnummer) av Johann Strauss den yngre. Den spelades första gången den 25 maj 1864 i Pavlovsk i Ryssland.

## Historia
Charles Gounods opera Faust blev en stor succé vid premiären den 19  mars 1859 på Théâtre Lyrique i Paris. Under titeln Margarethe (för att undvika förväxling med Ignaz von Seyfrieds och Louis Spohrs Faust-operor) sattes den upp i Wien 1862 och i Sankt Petersburg (på italienska) 1864. Det kan ha varit under sin sommarturné i Ryssland 1864 som Strauss fick idén att komponera ett antal stycken med motiv från operan: Faust-Quadrille, Poptpurri aus Fuast, Walzer aus Faust och Romanze aus Faust. Romansen framfördes första gången den 25 maj 1864 i Vauxhall Pavilion i Pavlovsk utanför Sankt Petersburg. Den spelades ytterligare 21 gånger under säsongen, jämfört med 24 gånger för Walzer aus Faust och 22 gånger för Potpurri aus Faust.
Romansen bygger på rollkaraktären Siebels romans "Si le bonheur à sourire t'invite" i akt IV. Arian framfördes vid urpremiären i Paris men med tiden ändrade Gounod partituret och tog bort arian. Även idag spelas operan oftast utan denna aria. Av den anledningen är Strauss arrangemang värdefull. Idén att Strauss skulle ha gjort sitt arrangemang omedelbart efter premiären i Wien är felaktig. Inga notiser i pressen nämner saken och med tanke på den ryska publikens förkärlek för romanser, så om verket hade existerat så tidigt som 1862 hade det med största säkerhet förekommit på konsertprogrammen 1862 och 1863. Då den inte gjorde det är det troligt att den spelades först 1864
I arkiven hos Österreichischer Rundfunk och Österreichische Nationalbibliothek finns två versioner av en Faust-Romans. Båda noterna har inskriptionen: "Romans från Faust arrangerad av Joh. Strauss", men de är utförda av olika kopister. De två partituren skiljer sig åt minimalt och visar upp en nästan not-för-not transkription för flygelhorn och orkester. Att dessa partitur av Romanze aus Faust existerar är lyckosamt, då de inte förekommer i den katalog över Straussorkesterns arkiv som brodern Eduard Strauss upprättade 1901.

## Om verket
Speltiden är ca 2 minuter och 55 sekunder plus minus några sekunder beroende på dirigentens musikaliska tolkning.

## Weblänkar
- Romanze aus Faust i Naxos-utgåvan.